# Haría (gemeente)
Haría is een gemeente van Las Palmas, een Spaanse provincie in de regio van Canarische Eilanden, met een oppervlakte van 107 km². Haría telt 4.767 inwoners (1 januari 2016). De gemeente ligt op het eiland Lanzarote.
De hoofdplaats is Haría.

## Plaatsen in de gemeente
De volgende kernen bevinden zich in de gemeente (inwonertallen 2010):
- Arrieta (977 inwoners)
- Charco del Palo (204)
- Guinate (32)
- Haría (1.163)
- Máguez (632)
- Mala (534)
- Órzola (279)
- Punta Mujeres (1.129)
- Tabayesco (125)
- Yé (111)

## Demografische ontwikkeling
Bron: INE, 1857-2011: volkstellingen
Arrecife · Haría · San Bartolomé · Teguise · Tías · Tinajo · Yaiza